# Туризм в Санкт-Петербурге
Туризм в Санкт-Петербурге является важной отраслью экономики города. Именно туристический бизнес, связанный с приёмом гостей из зарубежных стран и других регионов России, а также возникающая при этом экономическая активность в сфере обслуживания, играют существенную роль в экономике Санкт-Петербурга. Близкие пригороды северной столицы в XXI веке уже являются внутригородскими муниципальными образованиями в составе Санкт-Петербурга: Пушкин, Павловск, Петергоф, Стрельна, Кронштадт, Ломоносов и дополняют город на Неве значительным историко-культурным наследием и многочисленными достопримечательностями.

## Факторы туристической привлекательности
Привлекательность Санкт-Петербурга для туристов связана прежде всего с его богатейшим историко-архитектурным наследием. Исторический центр Санкт-Петербурга и связанные с ним группы памятников включены в перечень всемирного наследия ЮНЕСКО. Масштабы исторического ядра города и его относительно высокая сохранность, дворцово-парковые ансамбли и храмы позволяют туристам в ходе поездки в современный Петербург познакомиться с одним из крупнейших исторических центров в мире, занимающих практически ту же площадь, что Санкт-Петербург накануне революционного 1917 года. Наряду с памятниками прошлого привлекает туристов и многообразная культурная и общественная жизнь современного города, в которой сочетается как продолжение традиций, так и создание нового. Музеи, театры, концертные залы, спортивные объекты, парки, новые креативные пространства обеспечивают как горожанам, так и туристам широкие возможности для досуга и отдыха. Способствует развитию туризма и развитие сектора общественного питания. Существенно возросшее в 21 веке количество и многообразие ресторанов, кафе, баров и столовых открывает новые перспективы для развития в городе гастрономического туризма.
Чрезвычайно важную роль в привлечении туристов в Петербург играет его богатейший символический капитал. В его основе — широко понимаемый петербургский и ленинградский текст, который включает не только литературные произведения, но и произведения других жанров, в частности кино- и телефильмы, музыкальные произведения, посвященные Петербургу, описывающие различные аспекты его истории и современности. Петербургский текст, как совокупность произведений разнообразных жанров, воплощающая многоплановый и сложный образ города на Неве, является одним из интереснейших явлений российской и мировой культуры. Сформированный произведениями, созданными в эпоху, когда Петербург был столицей Российской империи, петербургский текст впоследствии был расширен творческими усилиями уже советских и пост-советских писателей, поэтов, музыкантов, художников и краеведов. Петербургский текст является фундаментом символического капитала Санкт-Петербурга, обеспечивает непреходящий интерес к городу как со стороны петербуржцев, так и со стороны жителей других городов и стран.

## Событийный туризм
Грандиозными событиями для Петербурга, привлекающими множество туристов, являются день города (27 мая) и праздник выпускников средних школ «Алые паруса».
Петербургские футбольные арены «Петровский» и «Газпром Арена» нередко становятся местом проведения домашних матчей национальной сборной в групповых этапах чемпионатов мира и Европы, а также домашних матчей ФК «Зенит» в еврокубках. Эти события привлекают множество любителей футбола из других регионов России и из-за рубежа.

## Медицинский туризм
Благодаря развитой медицинской инфраструктуре и лидерству во многих медицинских областях в России, а также щадящим ценам на медицинские услуги, в Петербурге большой популярностью пользуется медицинский туризм — для услуг стоматологов, пластических хирургов и врачей в город едут не только люди из остальных регионов России или других постсоветских стран, но и жители Финляндии, Эстонии и Швеции. В городе функционируют многопрофильные стационары, центры, научные институты как для взрослых, так и для детей, где проводятся операции, комплексное лечение, оказываются услуги при ЭКО, осложнении беременности, преждевременных родах. Помимо прочего, услугами родильных домов пользуются иностранцы, доля рождённых детей-иностранцев составляет 9-23 % от общего количества рождённых, больше всего рожают азербайджанки, после них идут узбечки, таджички и украинки. В 2018 году в городе было учреждено агентство медицинского туризма. По данным на 2019 год, Петербург занял второе место по популярности медицинского туризма после Тель-Авива. В 2021 году для врачебных услуг город посетили более 90 000 человек. В 2024 году город для медицинских услуг посетило 47 тысяч иностранцев.

## Гостиничные объекты
Популярные достопримечательности с воздуха
В городе по состоянию на 2012 год работали 640 крупных и мини-отелей на 27 тысяч номеров (в том числе гостиницы «Гранд Отель Европа», «Астория», «Коринтия Невский Палас Отель», «Прибалтийская», «Пулковская», «Санкт-Петербург», «Москва», «Россия», «Октябрьская», «Азимут Отель Санкт-Петербург» и др.), пансионов. Сдача квартир и комнат приезжим и туристам является важным источником дохода для многих петербуржцев. Петербург является лидером по обеспеченности отелями среди российских городов-миллионников. Заполняемость отелей в самые туристические сезоны достигает 90 — 100 %. При этом 40 % номерного фонда Петербурга составляют хостелы в жилых зданиях, которые являются более бюджетной альтернативой гостиницам. По состоянию на конец 2017 года, в Петербурге работало 7220 гостиниц и хостелов.

## Статистика пребывания, рейтинги
Немаловажную роль в популизации Санкт-Петербурга сыграл саммит большой восьмёрки, проведённый в 2006 году, после чего поток туристов вырос на 6-7 %.
В 2010 году Санкт-Петербург посетили 2,3 млн иностранных (в основном это туристы из Финляндии, Германии, США, Швеции и Франции) и 2,8 млн российских туристов. Санкт-Петербург по итогам 2010 года занял 7 место среди самых посещаемых и популярных у туристов городов Европы (20 место в мире). По данным статистики на 2010 год, среди иностранного туристического потока наибольшее количество составляли немцы, однако, в последнее время их количество уменьшается из-за ужесточения визового режима с Германией и резкими повышениями цен на отели во второй половине 2010-х годов.
Из-за событий на Украине в 2014 году, незначительно упал поток туристов из западных стран, однако это не сказалось отрицательно на общей динамике роста туристического потока, который рос за счёт туристов из восточных стран В связи с обвалом рубля в конце 2014 года Петербург по данным на март 2015 года вошёл в десятку дешевейших туристических городов в Европе.
По результатам обзоров и рейтингов ресурса TripAdvisor, Санкт-Петербург впервые в 2014 году попал в список лучших городов для отпуска, заняв 16 место в мире, или 9 место в Европе.
По данным на 2015 год количество иностранных туристов, посетивших город, резко возросло за счёт приехавших из Китая (+45 %), Южной Кореи (+24 %), Турции (+28 %) и других стран ближнего и дальнего востока. Число туристов из Европы упало на 15 %. К 2018 году поток западных туристов снова возрос, но основной прирост пришёлся за счёт туристов из Китая.
В связи с этим рядом отелей, музеев и ресторанов были также приняты особые программы по созданию комфортных условий для туристов с дальнего и ближнего востока, например программа «China Friendly», призванная создать комфортные условия для китайских туристов, а также отели «Halal Friendly», ориентированные преимущественно на богатых туристов-мусульман, где предоставляется возможность молиться, питаться халяльной едой, соблюдать законы шариата и посещать женщинам и мужчинам раздельные комнаты отдыха. По состоянию на 2018 году в городе становится всё популярнее новогодний туризм главным образом среди жителей Германии, Швеции, Дании, Великобритании и Италии. В 2018 году, в первое полугодие был впервые за многие годы зафиксирован больший приток иностранных туристов, чем российских. В 2019 году для иностранцев из 53 стран мира появилась возможность приезжать в Санкт-Петербург по бесплатной электронной визе, в итоге ожидается, что это приведёт к значительному росту притока иностранных туристов в будущем.
В 2016 году Санкт-Петербург стал лучшим направлением для туризма в Европе по версии World Travel Awards. В 2017 году в рейтинге самых посещаемых иностранцами городов мира Санкт-Петербург поднялся с 76-го на 73-е место. В 2018 году Петербург занял второе место в мире по количеству благоприятных отзывов у отелей на сайте Booking.com. Среднее время аренды номера составляет 4,2 ночи со стоимостью в 2,8 тыс. рублей в сутки на 2-3 человека.
В 2019 году, американский телеканал CNN Travel признал Невский проспект одной из красивейших улиц в мире за обилие исторических достопримечательностей, находящихся в хорошем состоянии.
В 2020-е годы поток иностранных туристов практически прекратился сначала из-за пандемии Коронавируса, затем из-за санкций, принятых в связи с вторжением России на Украину. В 2022 году доля иностранных туристов не превышала 3%, тем не менее туристический поток начал быстро восстанавливаться за счёт внутреннего туризма, этого достаточно, чтобы обеспечивать загруженность туристической инфраструктуры на 45–50%, но недостаточно для её развития; отечественный турист в среднем тратит в 2 раза меньше денежных средств, чем иностранный.

### Туристы из Китая
Петербург пользовался большим спросом у туристов из Китая. Туристический поток из КНР продолжал расти с каждым годом. Если в 2013 году город посетило 350,000 жителей КНР, в 2018 году — 800,000 человек, то в 2019 году доля китайцев составила уже 1,3 млн человек. При этом китайские туристы ездили в Петербург в рамках дешёвого тура «Москва-Питер» и преимущественно сами являлись выходцами из сельский местности. Это становилось причиной часто некультурного поведения многих китайских туристов и в итоге отказ части петербуржских отелей обслуживать их. В то же время в ряде других отелей, музеев и ресторанов была принята программа «China Friendly», призванная создать максимально комфортные условия для китайских туристов, такие, как предоставление информации, прессы на китайском языке, китайских предметов быта, гигиены, блюд китайской кухни, возможность оплачивать китайскими банковскими картами и так далее. Также в городе начали открываться отели, специально ориентированные на китайских туристов. Многие общественные заведения, магазины и рестораны в центре города дублируют вывески на китайском языке. В 2019 году приток китайских туристов стал предметом отрицательного внимания со стороны местных СМИ, а именно факт того, что китайский турпоток контролировался теневым бизнесом из Китая, который не приносил доходы в городской бюджет. Существенная часть китайцев жила в нелегальных хостелах, а также питалась в ресторанах, размещённых в частных квартирах и пользовалась услугами китайских турфирм, гидов и сувенирных магазинов, также зарабатывающих в обход российских налогов. Китайские гиды во время экскурсий грубо искажали факты об истории города, или вовсе придумывали вымышленные истории.

## Динамика роста туризма
- 1957 год — 20.000 иностранцев[37]
- 1958 год — 28.000 иностранцев[37]
- 1960 год — 85.000 иностранцев[37]
- 1965 год — 114.000 иностранцев[37]
- 1968 год — 496.700 человек[38]
- 1969 год — около 300.000 иностранцев[37]
- 1970 год — 879.400 человек[38]

Динамика роста общего числа туристов в миллионах (числа округлены)
| 1998 | 2005 | 2006 | 2007 | 2008 | 2009 | 2010 | 2011 | 2012 | 2013 | 2014 | 2015 | 2016 | 2017 | 2018 | 2019 | 2020 | 2021 | 2022 | 2023 | 2024 |
| ---- | ---- | ---- | ---- | ---- | ---- | ---- | ---- | ---- | ---- | ---- | ---- | ---- | ---- | ---- | ---- | ---- | ---- | ---- | ---- | ---- |
| 2,3  | 3,7  | 3,9  | 4,3  | 4,8  | 4,8  | 5,1  | 5,5  | 5,7  | 6,2  | 6,3  | 6,5  | 6,9  | 7,5  | 8,2  | 10,4 | 2,9  | 5,8  | 8    | 9,4  | 11,6 |

Доля иностранных туристов согласно статистике УФМС до недавних событий[каких?] составляла всегда 45% — 49% от общего числа туристов. Однако представленные данные по количеству нельзя назвать очевидно достоверными, так как статистика учитывает и людей, не зарегистрированных УФМС и использующих в качестве временного места жительства частный сектор. Значительная доля таких туристов на деле состоит из нелегальных иммигрантов. Например в 2013 году, согласно официальной статистике, город посетило 2,7 миллионов иностранных туристов, однако по факту, в петербургских гостиницах остановилось 1 млн иностранцев, а на круизных лайнерax прибыли 500,000 человек. Тем не менее в конце 2010-х годов наблюдается значительных приток иностранных туристов за счёт жителей Китая, так, в 2019 году Петербург посетили 1,3 миллиона китайцев. Известно, что в 2020 году, из-за мирового карантина, вызванного пандемией COVID-19, туристический поток в Петербург сократился на 70% в сравнении с 2019 годом
Динамика роста числа иностранных туристов в миллионах (числа округлены)
| 1998 | 2005 | 2006 | 2007 | 2008 | 2009 | 2010 | 2011 | 2012 | 2013 | 2014 | 2015 | 2016 | 2017 | 2018 | 2019 | 2020 | 2021 | 2022 | 2023 | 2024 |
| ---- | ---- | ---- | ---- | ---- | ---- | ---- | ---- | ---- | ---- | ---- | ---- | ---- | ---- | ---- | ---- | ---- | ---- | ---- | ---- | ---- |
| 1,8  | 1,8  | 1,9  | 2,1  | 2,3  | 2,3  | 2,3  | 2,9  | 3,0  | 2,7  | 2,7  | 2,8  | 2,8  | 3,6  | 3,9  | 4,9  | 0,5  | 0,2  | 0,3  | 0,5  | 0,8  |

## Галерея
- Петергоф
- Новая Голландия
- Набережная реки Фонтанки
- Исаакиевский собор

## История

### Царская Россия
Исторически, Петербург наряду с Москвой выступали единственными городами Российской империи, вызывавшими интерес у любителей путешествий. Так как Санкт-Петербург изначально строился как город, подражающий западной культуре, он также потенциально становится привлекательным для посещения его зажиточными россиянами и иностранцами. Так, в 1779 году был выпущен первый путеводитель по городу «Историческое, географическое и топографическое описание Санкт-Петербурга от начала заведения его, с 1703 по 1751 год» на немецком и русском языках. Туристический бизнес ориентировался на посещение увеселительных общественных заведений, а также на посещение парков. В частности были организованы проезды к островам, где за ежедневную плату предполагалось организовывать прогулки. Уже в начале XVIII в городе начали строить трактиры, предназначенные для мастеров, где они могли помимо сна питаться и веселится. Трактиры, как правило, были столовыми, но часто они также сдавали комнаты для сна. В иных же случаях иностранцев селили в жилых домах, в слободах по принципу землячества. Однако с ростом притока иностранных гостей было решено построить первый постоялый двор в 1716 году. В 1720-е годы начали возводиться казённые постоялые дворы, приносившие неплохие доходы в городскую казну. Эти здания представляли собой деревянные и изрядно украшенные теплицы. К 1745 указом Елизаветы были построены 25 «герберов» (нем. die Herberge), большинство из которых однако были закрыты после выявления «совершаемых в них безобразий». С дальнейшим развитием торговли в Петербурге появлялись гостиные дворы, где селились купцы. Фактически первой гостиницей с меблированными номерами и столовой стала гостиница «Европейская», открытая в 1804 году. В XIX веке, посетители гостиниц были, как правило, состоятельные люди.
В XVIII и XIX веках приток временных посетителей Петербурга был обусловлен экономическими причинами и состоял в основном из иностранных судовладельцев и купцов. Первое официальное туристическое агентство в Санкт-Петербурге открылось ещё в 1885 году и называлось «Предприятие Липсона», однако контора просуществовала не долго. Большим успехом пользовалась открытое в 1895 году «Российское сообщество туристов» или «Русский туринг-клуб», ставивший перед собой цель посвящать население в идею туризма и организовывать туристические туры в года Российский империи. Большинство людей, охарактеризованных как «туристы» принадлежали к представителям знати и интеллигенции. На протяжении XIX века росло количество гостиниц. Гостиничный бум начался после отмены крепостного права. Если в 1860-х годах их было насчитывалось более 60, то в 1870-е годы — 133. Основными постояльцами гостиниц были иностранцы, в каждой гостинице имелись рестораны. В 1917 год в городе работало 120 гостиниц.
Турбюро на рубеже веков открывались по всей стране и организовывали туристические поездки зажиточных граждан по городам России, в том числе в Санкт-Петербург. Однако события первой мировой войны, гражданской войны и революции привели к закрытию туристических фирм, как и исчезновению самого туризма, как явления. После революции, в городе работающими остались лишь три работающие гостиницы — Европейская, Большая Северная и Астория.

### Ранний советский период
Впервые организацию полноценного «пролетарского туризма» предприняли власти СССР, так как видели в нём один из эффективных рычагов пропаганды достижений социалистического строительства. Тогда же было учреждено «Экскурсионное бюро Главполитпросвета», целью которого было составить наиболее подходящие маршруты историко-революционных экскурсий. Во всех районах Петрограда были организованы школы грамотности для «пропаганды экскурсионного дела», которые должны были посещать все заведующие клубами и культурно-просветительскими ячейками. В обучение входило организация уличных экскурсий и посещение музеев. Таким образом некоторые из выпускников составили первое поколение профессиональных советских экскурсоводов. В 1920 году в городе начали свою работу семь экскурсионных станций, чьё число было затем сокращено до пяти. Специально для экскурсантов была открыта городская станция «Дом Экскурсанта», где каждый турист имел возможность получить место в общежитии и еду в столовой. Чаще всего туристы прибывали из городов Центральной России, Закавказья, Урала и дальневосточной Республики, средняя продолжительность пребывания в городе составляла 10 дней. Только в 1920 году Петроград принял 244,000 туристов.
Иностранный туристический приток в Ленинград был минимален и состоял в основном из известных политических и культурных деятелей Запада, членов компартий, профсоюзных, рабочих делегаций. Так, в период с 1929 по 1939 год Ленинград посетило всего около 100 000 иностранных туристов. Для иностранного туриста составлялся заранее продуманный маршрут посещения определённых достопримечательностей для достижения максимального пропагандистского эффекта, а также предоставление туристу максимально комфортных условий проживания, питания и передвижения по городу. Имевшие гостиничные здания для внутреннего туризма по уровню сервиса значительно отставали от европейских, в номерах отсутствовало бельё, подушки, одна кровать могла предназначаться одновременно для нескольких человек.

### Поздний советский период
Иностранный туризм в его современной форме начал своё развитие в 1950-е и 1960-е года в Ленинграде, в эпоху Хрущёвской оттепели, популяризации в советском государстве политики «мирного сосуществования» и установления дипломатических отношений со странами Запада. Впоследствии советское руководство решило открыть доступ к посещению иностранных туристов на территорию СССР с целью повысить престиж государства перед лицом стран запада. Ленинград, как город, находящийся географически и культурно ближе всего к Европе быстро попал в центр межкультурного и делового обмена. Зарубежное культурное и идеологическое влияние ощущалось в Ленинграде сильнее, чем в каком либо ином городе. Изданный указ в 1955 году «О разрешении туризма иностранцам и ввоза фотоаппаратов» привёл к резкому наплыву иностранных туристов. В результате местной пропаганды, у населения запада сложилось представление о жизни в СССР, как жизни в средневековой Европе или концентрационном лагере, однако же в эпоху оттепели, всё большее количество людей стали ставить под сомнение такое мнение. Это также стало причиной массового всплеска интереса к жизни в СССР в том числе и желание собственными глазами увидеть культуру и быт советского человека. Авантюрные побуждения и желание стать очередным «первооткрывателем» мотивировало сотни тысяч иностранцев посещать Москву, Ленинград и другие советские города. Многие туристы были антисоветски настроены и в той или иной степени были склонны к «хулиганским действиям», американские граждане же часто стремились к неформальным контактам с местными жителями для посвещения их в американский образ жизни.
Обслуживанием туристов занимались такие организации, как ВАО «Интурист» и другие. Несмотря на значительный приток туристов, в середине XX века значительная часть из них приезжала по линии профсоюзов, Комитета молодёжных организаций, Советского комитета защиты мира, Академии наук СССР, и прочих отраслевых структур. Туристы прибывали в город в основном через Балтийское море или на поезде из Москвы. Открытие в 1958 году маршрута Хельсинки – Ленинград привело к дополнительному притоку туристов из Европы. Уже тогда были сформированы основные и по сей день актуальные для посещения туристов маршруты, а именно Эрмитаж, Русский музей, Петродворец, крейсер «Аврора», кабинет Ленина в Смольном и прочее. Иностранный турист по-прежнему сталкивался с ограничениями, в частности к его группе приставлялся гид, призванный развеивать «буржуазные мысли о советской действительности», туристу запрещалось фотографировать военные объекты, верфи, пристани и аэропорты, а также уезжать за пределы города дальше 40 километров. Москва и Ленинград оказались не готовы обслуживать такое количество туристов и столкнулись с обилием организационных и хозяйственно-бытовых неурядиц. В частности, туристы жаловались на низкий уровень сервиса в таких гостиницах, как например «Октяборьская», где туристы сталкивались с плохим качеством питания и грубостью персонала. По состоянию на 1961 год ленинградские гостиницы, столовые и рестораны работали с перегрузкой и обслуживали вдвое больше людей, чем на то было рассчитаны, и от этого сильно страдало качество обслуживания. Также ситуацию усугублял незнающий иностранных языков персонал. Многие туристы в итоге оставались разочарованными в поездке. Например, редактор американской газеты «Honolulu Advertiser» писал, что 

«Ужасно длинные коридоры скудно освещены… В слабо освещенной ванной комнате стояла огромных размеров ванна и античный туалет. В комнате было повешено чистое, но уже изношенное полотенце, лежали два крошечных кусочка мыла без какой-либо упаковки»
— Дж.Чаплин
Результатом этой проблемы стали организованные правительством Бюро обслуживания, призванные оперативно реагировать и решать проблемы, связанные с туризмом. В середине 1960-х годов была проведена массовая реставрация и реорганизация ленинградских отелей, а также открытие новых ресторанов и общепитов. Туристы, в зависимости от их происхождения, разделялись на несколько категорий, для туристов «капиталистических стран» предполагалось повышенное внимание и более качественное обслуживание, заселение в лучшие гостиницы, а для туристов из других регионов СССР и социалистических стран предлагалось более низкое качество обслуживания. Доходило даже до того, что туристов селили в квартиры местных жителей, выгоняя последних во временное жилище. Эти изменения не решали кардинально организационных проблем в связи с неуклонно растущим потоком иностранных туристов. Так, к 1969 году поток туристов составлял уже 300,000 человек в год, что уже было в 10 раз больше в сравнении с 1959 годом.
К 1970 году количество туристов, состоящих как из советских граждан, так и зарубежных гостей, достигло 879,400 человек. Каждый следующий год сопровождался ростом туристического потока, открытием новых гостиниц или реставрацией существующих. Так, к 1990 году, в городе работало уже около 70 гостиниц.

### Новейшее время
Распад СССР оказал крайне сильное влияние на дальнейшее развитие туризма в Санкт Петербурге. Основная масса туристов состояла из жителей других регионов СССР и советских республик. Доля иностранцев же оставалась относительно невысокой. Экономические потрясения после 1990 года привели к падению внутреннего туризма и одновременно падение железного занавеса привело к значительному притоку иностранных туристов. Таким образом, в 1990-е годы иностранцы составляли основную массу туристов. Например, в 1998 году доля иностранных туристов составляла 78% от общего числа. Начало 2000-х сопровождалось также и постепенным восстановлением внутреннего туризма и увеличением доли российских туристов из других регионов и по состоянию на 2001 год их количество уже почти достигло докризисного уровня.
Дальнейшему росту туризма способствовала экономическая связь со странами-соседями, такими, как Финляндия, а также организация международных фестивалей и конкурсов. В 1990-е годы среди турфирм имелось большое количество мошенников однако к началу 2000-х годов их количество уменьшилось. В начале 2000-х годов основная проблема туризма в Петербурге была связана с плохим уровнем сервиса и завышенными ценами. В городе при наличии на тот момент 120-ти работающих отелей, практически отсутствовали недорогие гостиницы среднего класса, но с качественным обслуживанием. Это также стало причиной снижения турпотока из Европы к началу 2000-х годов, так как они предпочитали поездки в соседние страны Балтики из-за более дешёвого и качественного пакета туристических услуг. Также привлекательность города портило заброшенное и аварийное состояние многих памятников культуры в центре города. В рамках 300-летнего юбилея города власти Петербурга к 2003 году провели масштабную реставрацию и благоустройство центра города. Этот фактор вкупе с организацией праздника привёл к рекордному турпотоку и загруженности всех гостиниц на 90%.
На протяжении следующих 20 лет и вплоть до 2019 года в городе непрерывно продолжали открывать новые гостиницы, облагораживать центр города и совершенствовать туристическую инфраструктуру. Каждый год возарастал поток так внутренних, так и иностранных туристов. Город наряду с Москвой стал главным туристическим хабом в России. В нём по состоянию на 2021 год было организованно более 200 туристических маршрутов, а также для привлечения туристов организованны различные фестивали. Серьёзный удар по туризму произошёл из-за пандемии коронавируса и вслед за ней — международными санкциями, введёнными в связи с военной агрессией России против Украины. Вышеописанные события привели к фактически полному прекращению потока иностранных туристов. По состоянию на 2023 год подавляющий туристический поток приходился на граждан России.
После открытия кластера общественных пространств в Кронштате, в 2023 году  остров посетило 3,3 миллионов туристов (в 2020-м году — 1,2 миллиона), для ставнения Петергоф за год посетило 5,5 милилоннов человек.

## Факторы, сдерживающие туризм
Проблема туризма в Санкт-Петербурге связана с её выраженной «сезонностью», так как основная масса туристов приезжает в город летом, во время белых ночей, в остальные времена года загруженность отелей не превышает 60%.
Туристический поток иностранцев заметно сдерживается из-за сложной, дорогой и долгой процедуры оформления российской визы. Россия является одной из самых закрытых стран с точки зрения оформления визы, в итоге многие европейцы, желающие совершить поездку в Петербург предпочитают более доступные альтернативы в виде прибалтийских стран например.
Также отрицательно на развитие туризма влияет фактическое отсутствие диалога между работниками объектов культурного туризма и представителями власти. Это, в свою очередь, приводит к недостатку финансирования и информационной поддержки. Государство слабо участвует в организации льготных кредитов для гостиничных девелоперов. Экономика города базируется на промышленности, торговле, транспортной системе и продажи недвижимости, развитие же туризма осуществляется властями по остаточному принципу. Впечатление от поездки в город портит недостаточно развитая инфраструктура туризма, а также проблемы, связанные с правопорядком и общественной безопасностью.
Другой важный фактор, влияющий негативно на иностранный туристический поток — это низкая известность Санкт-Петербурга за пределами постсоветских стран. Государство до недавнего времени вкладывало малое количество средств в продвижение города, как бренда или туристской дестинации. По состоянию на 2014 год, стоимость бренда Санкт-Петербург составляет 1,23 трлн рублей. По данным консалтингового агентства Resonance Consultancy, Петербург в 2019 году занял 54 место в рейтинге лучших городов мира. Хотя по состоянию на 2016 год, государство уже вкладывало средства в продвижение бренда среди иностранцев, но эффективность такой рекламы достаточно низкая. Например, редакция журнала Коммерсантъ указала на фактическое отсутствие англоязычных роликов о Петербурге на youtube, вместо этого миллионы тратятся «на пять-шесть баннеров в аэропорту Бангкока с видами Петербурга и странными надписями, что мы культурная столица». Сдерживающим фактором также выступает факт того, что и Россия, как страна пользуется низким спросом среди иностранных туристов из-за сложности получения виз, а также ещё сильных негативных стереотипах о стране.
Вопрос о несовершенности туристический инфраструктуры особенно стал острым после 2016 года, на фоне продолжающегося роста туристического потока. Одна из главных задач комитета по туризму состоит в том, чтобы перераспределить туристический поток на остальные времена года, помимо летнего сезона, для чего музеи и выставочные пространства разрабатывают цикл мероприятий и выставок в традиционно низкие сезоны. Глава комитета по развитию туризма Петербурга Андрей Мушкарев заметил, что туристическая инфраструктура Петербурга способна по состоянию на 2018 год принимать 17 миллионов туристов в год при условии, если загруженность отелей будет высокой на протяжении всех времён года, а не только летом. По состоянию на 2018 год, всё более острыми стоят проблемы, связанные с длинными очередями в музеи, в летний сезон, а также ухудшением автомобильного трафика из-за обилия туристических автобусов. Ситуация усугубляется неэффективным туристическим потоком: в Петербурге, при его обилии культурных памятников и музеев, подавляющее число туристов продолжают посещать лишь несколько, основных культурных объектов (Эрмитаж, Спас на Крови, Петергоф, Исаакиевский собор и Царское Село). В Петербурге не хватает развлекательных центров и комплексов для туристов и ориентированных на них номерных фондов. Ценность города ограничивается тем, что он является музеем под открытым небом. Фактически здравоохранение, это единственная реально развивающаяся альтернативная туристическая отрасль.
Проблема центральной части Петербурга связана с недостаточным количеством пешеходных зон и узкими тротуарами. Корни проблемы идут ещё в советский период, когда уличные пространства перестраивались с ориентиром на безбарьерный автомобильный трафик и обеспечение парковочных мест. Одновременно пешеходные пространства стремились как можно сильнее сузить и ограничить. Хотя начиная XXI века власти стали постепенно признавать ошибочность такого подхода, они не предпринимают особых мер по решению проблемы, ставя по-прежнему интересы автомобилистов выше пешеходов. По этой же причине в городе почти не создаются пешеходные улицы. В итоге к середине 2010-х годов недостаток пешеходных улиц особенно ощущается в летний сезон, во время наплыва нескольких миллионов туристов. Перемещение в городе пешком становится затруднительным как для туристов, так и для местных жителей. Также указывались иные отрицательные факторы, как например плохое знание английского языка среди местных жителей.